# Hemitaeniochromis urotaenia
Espèce
Statut de conservation UICN

 LC  : Préoccupation mineure
Hemitaeniochromis urotaenia est une espèce de poissons de la famille des Cichlidés. Elle est endémique du lac Malawi en Afrique.